# Colm Wilkinson

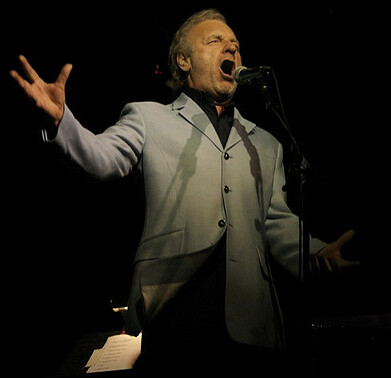
Colm Wilkinson (2007)

Colm Wilkinson, auch C.T. Wilkinson (* 5. Juni 1944 in Dublin) ist ein irischer Musical-Darsteller und Sänger.
Bekannt wurde er als Originalbesetzung der Rolle des Jean Valjean in Les Misérables. Er ist eine der häufigsten Besetzungen des Valjean, unter anderem jene bei den Uraufführungen im West End und am Broadway. Er trat erneut in dieser Rolle beim „Les Misérables: The Dream Cast in Concert“ anlässlich des 10. Geburtstages des Musicals in der Royal Albert Hall in London auf.

## Karriere

### Die Anfänge
Nachdem er in verschiedenen irischen Bands, unter anderem The Action, gespielt hatte, nahm Wilkinson 1972 am Vorsingen für eine Rolle in der Dubliner Produktion von Andrew Lloyd Webbers Jesus Christ Superstar teil und spielte daraufhin die Rolle des Judas Iskariot in der Dubliner Produktion. Selbige stellte er später auch in London und auf der Tour durch England dar.
1976 sang Wilkinson die Rolle des Ché für das Album von Evita. Als die Produktion dann in London aufgeführt wurde, bemühte er sich allerdings nicht darum, in dieser Rolle aufzutreten, sondern begann eine Solo-Karriere als Sänger und Songwriter. Im Jahre 1985 arbeitete er erneut mit Andrew Lloyd Webber zusammen, wobei er die Besetzung der Rolle des Phantoms in Das Phantom der Oper auf dem Sydmonton Festival übernahm.
Colm Wilkinson spielte außerdem die Rolle des Dr. Jekyll auf dem ursprünglichen Jekyll-&-Hyde-Album.
1977 veröffentlichte Wilkinson ein eigenes Album, das in seinem Heimatland Irland acht Wochen lang den ersten Platz in den Charts behaupten konnte.
Nach dieser erfolgreichen Solo-LP bereitete sich Wilkinson aktiv auf Gesangswettbewerbe vor, was schließlich dazu führte, dass er 1978 für Irland am Eurovision Song Contest mit Born to Sing teilnahm und mit seiner Darbietung den fünften Platz erreichte.

### Les Misérables
Die Londoner Produktion von Les Misérables startete im Oktober 1985 und wurde im März 1987 an den Broadway verlegt. Ursprünglich weigerte sich die US-amerikanische Actors’ Equity Association (AEA), Wilkinson die Erlaubnis zu erteilen, die Rolle des Valjean in New York zu spielen, da in ihren Bestimmungen eine Klausel enthalten ist, die dies ausschließlich US-amerikanischen Darstellern gestattet. Daraufhin weigerte sich der Produzent Cameron Mackintosh seinerseits, die Show ohne Wilkinson als Valjean zu eröffnen, worauf die AEA nachgab und die Besetzung gestattete.
Wilkinson gewann eine Reihe von Auszeichnungen, unter anderem den Helen Hayes Award, den Outer Critics Circle Award und den Theatre World Award, für seine Interpretationen, außerdem wurde er für den Tony Award und den Drama Desk Award als Bester Darsteller in einem Musical nominiert.
In der Verfilmung des Musicals aus dem Jahr 2012, in der Hugh Jackman die Rolle des Jean Valjean übernahm, spielt Wilkinson den Bischof von Digne, der Valjeans Leben verändert.

### Das Phantom Der Oper
1989 zog Wilkinson mit seiner Familie nach Toronto in Kanada um, als ihm die Hauptrolle in der Originalbesetzung der kanadischen Produktion des Phantom der Oper im Pantages Theatre angeboten wurde. Seither lebt er in Toronto.

## Aktuelles
Colm Wilkinson ist der Vater des Sängers und Songwriters Aaron Wilkinson und eines weiteren Sohns sowie zweier Töchter.
Sein aktuellstes Werk ist ein Solo-Album aus dem Jahre 2002 mit dem Titel Some of My Best Friends Are Songs. Im Rahmen dieses Albums singt er mit seinem Sohn Aaron das Cat-Stevens-Lied „Father and Son“ im Duett. Das Album ist eine Mischung aus Showaufnahmen, seinen persönlichen Favoriten und verschiedenen Lieder aus seinen Bühnenproduktionen. Seine Unterstützung für den Public Broadcasting Service (PBS) und das durch die Hörerschaft gestützte Fernsehen in Nordamerika, gefolgt von seiner Teilnahme an der Produktion anlässlich des zehnten Geburtstages von Les Misérables ermöglichte ihm einen einstündigen Auftritt, unter anderem mit einigen Songs von seinem Album und Gethsemane aus Jesus Christ Superstar, in dem er Jahre zuvor den Judas gespielt hatte. Er eröffnete dem Publikum außerdem, dass er 23 Jahre darauf gewartet hatte, endlich in die Rolle des Jesus schlüpfen zu können. Seine Darbietung ist kraft- und gleichsam gefühlvoll. Seine Fernsehübertragung Stage Heroes, Colm Wilkinson brachte ihm breite positive Resonanz von Fans wie auch von Kritikern und führte auch dazu, dass die Leser des Rolling Stone Magazine seinen Namen der Liste der „Fünf größten Sänger aller Zeiten“ hinzufügten.
Im Oktober und November 2007 ging Wilkinson zusammen mit Susan Gilmore und Gretha Boston in Kanada auf Broadway and Beyond-Tour.
In der dritten und vierten Staffel der kanadisch-irischen Fernsehserie Die Tudors, die am 12. April 2009 startete, spielte er 2009 und 2010 in drei Folgen die Rolle des Lord Thomas Darcy.
Wilkinson nahm am 8. März 2009 an den Feierlichkeiten anlässlich des Geburtstages von U.S. Senator Ted Kennedy im Kennedy Centre in Washington, D.C. teil. Der Höhepunkt des Abends war der Auftritt des US-Präsidenten Barack Obama, der auf der Bühne zusammen mit allen Darstellern Happy Birthday zu Ehren Ted Kennedys sang. Colm Wilkinson wurde auch gebeten, am Abend vor der Bestattung des US-Senators bei der Andacht für Ted Kennedy in der John F. Kennedy Memorial Library am 28. August 2009 aufzutreten.
Am 24. Mai 2009 trat Wilkinson beim Memorial Day Concert am Regierungsgebäude in Washington D.C. vor einem großen Publikum auf, das Konzert wurde von PBS in den USA live übertragen.